# Inodrillia martha
Inodrillia martha é uma espécie de gastrópode do gênero Inodrillia, pertencente a família Horaiclavidae.